# Cedusa colona
Cedusa colona är en insektsart som beskrevs av Caldwell 1944. Cedusa colona ingår i släktet Cedusa och familjen Derbidae. Inga underarter finns listade i Catalogue of Life.